# قرش أسود الطرف الأسترالي
قرش أسود الطرف الأسترالي (الاسم العلمي: Carcharhinus tilstoni)، نوع من القرش الترابي وفصيلة البنبكيات. مستوطن في شمال وشرق أستراليا. يبلغ طوله بشكل عام 1.5-1.8 متر (4.9-59 قدم).